# رودولفو موتا
رودولفو موتا (بالإسبانية: Rodolfo Motta)‏ هو لاعب كرة قدم أرجنتيني، ولد في 11 يوليو 1944 في بوينس آيرس في الأرجنتين، وتوفي بنفس المكان في 4 أغسطس 2014. لعب مع كيلمس.